# Mohammad Rasoul
Mohammad Rasoul (né entre 1958 et 1963) est un homme politique et un chef militaire afghan taliban. Il fut gouverneur de la province de Nimroz, dans le sud-ouest de l'Afghanistan, où il a remplacé Sher Malang,. Il y passe l'offensive de 2001 et quitte Zarandj, la capitale provinciale, le 13 novembre 2001. Son repli n'est pas inquiété par les forces anti-taliban. Il poursuit la lutte contre la Coalition et est nommé en 2003 au Rahbari Shura (le Conseil de direction des Taliban). Il participe depuis aux opérations contre les forces de la Coalition.